# 製菓衛生師養成施設
製菓衛生師養成施設（せいかえいせいしようせいしせつ）は製菓衛生師の養成施設。製菓衛生師学校とも呼ばれる。
多くは1年制、2年制の専門学校、一部は短期大学、もしくは、4年制大学、高等学校である。

## 製菓衛生師養成施設一覧
- 厚生労働省の「製菓衛生師養成施設一覧（令和5年12月6日現在）」による[1]。学科・コース名等については省略。
- ※は全国製菓衛生師養成施設協会会員校[2]。

### 北海道
- 宮島学園北海道製菓専門学校
- 光塩学園調理製菓専門学校 ※
- 札幌ベルエポック製菓調理専門学校
- 経専調理製菓専門学校 ※
- 清尚学院高等学校 ※
- 札幌観光ブライダル・製菓専門学校

### 岩手県
- 北日本ハイテクニカルクッキングカレッジ ※
- 盛岡外語観光＆ブライダル専門学校 ※

### 宮城県
- 宮城調理製菓専門学校 ※
- 聖和学園短期大学
- 気仙沼リアス調理専門学校 ※

### 福島県
- 日本調理技術専門学校 ※
- 国際ビューティ&フード大学校

### 群馬県
- 東日本製菓技術専門学校 ※
- 桐生大学附属中学校・桐生第一高等学校 ※

### 栃木県
- アイエフシー大学校 ※
- 宇都宮文星短期大学 ※
- 足利製菓専門学校 ※
- 国際テクニカル調理製菓専門学校 ※
- 国際TBC調理・パティシエ専門学校 ※

### 茨城県
- 晃陽看護栄養専門学校
- つくば栄養医療調理製菓専門学校

### 埼玉県
- 埼玉県製菓専門学校
- 埼玉福祉保育医療製菓調理専門学校

### 千葉県
- 習志野調理師専門学校 ※
- ハッピー製菓調理専門学校

### 東京都
- 日本菓子専門学校
- 国際製菓専門学校 ※
- 吉祥寺二葉製菓専門職学校
- 東京ベルエポック製菓調理専門学校
- 町田製菓専門学校 ※
- 赤堀製菓専門学校
- 山手調理製菓専門学校
- 目白大学短期大学部
- 国際共立学園高等専修学校 ※
- 辻調理師専門学校 東京

### 神奈川県
- 国際フード製菓専門学校 ※

### 新潟県
- にいがた製菓・調理師専門学校えぷろん ※
- 国際調理製菓専門学校
- シェフパティシエ専門学校 ※
- 北陸食育フードカレッジ ※

### 山梨県
- 山梨学院短期大学

### 長野県
- 松本調理師製菓師専門学校
- 専門学校未来ビジネスカレッジ

### 富山県
- 富山調理製菓専門学校 ※

### 石川県
- 金沢製菓調理専門学校 ※
- スーパースイーツ製菓専門学校 ※
- 大原医療福祉・製菓＆スポーツ専門学校

### 岐阜県
- 城南高等専修学校 ※

### 静岡県
- 東海調理製菓専門学校 ※
- 中央調理製菓専門学校静岡校 ※
- 沼津情報・ビジネス専門学校
- 浜松調理菓子専門学校

### 愛知県
- 名古屋製菓専門学校
- 中部コンピュータ・パティシエ・保育専門学校
- 名古屋文化短期大学
- 修文大学短期大学部 ※
- 名古屋文理大学短期大学部 ※
- 豊橋調理製菓専門学校 ※
- 中部製菓専門学校 ※
- 名古屋ユマニテク調理製菓専門学校

### 三重県
- ユマニテク調理製菓専門学校 ※
- 伊勢調理製菓専門学校

### 福井県
- 天谷調理製菓専門学校 ※
- 福井製菓専門学校
- 大原スポーツ医療保育福祉専門学校福井校

### 滋賀県
- 滋賀短期大学 ※
- 綾羽高等学校 ※

### 京都府
- 京都製菓製パン技術専門学校 ※
- 池坊短期大学 ※

### 大阪府
- 大阪緑涼高等学校 ※
- 辻学園調理・製菓専門学校 ※
- 辻製菓専門学校 ※
- 大阪調理製菓専門学校 ※
  - 大阪調理製菓専門学校echole UMEDA
- 大阪夕陽丘学園短期大学 ※
- 大原医療福祉製菓専門学校梅田校
- 大阪成蹊短期大学 ※
- 東大阪大学短期大学部 ※
- 羽衣国際大学 ※

### 兵庫県
- 日本調理製菓専門学校 ※
- 神戸国際調理製菓専門学校 ※
- 神戸第一高等学校
- 神戸製菓専門学校 ※
- 兵庫県立淡路高等学校

### 奈良県
- 奈良県立磯城野高等学校

### 和歌山県
- 大原簿記法律＆美容製菓専門学校和歌山校

### 島根県
- 松江栄養調理製菓専門学校 ※

### 岡山県
- 専門学校岡山ビジネスカレッジ ※
- 西日本調理製菓専門学校 ※
- おかやま山陽高等学校 ※

### 広島県
- 穴吹調理製菓専門学校 ※
- 広島会計学院ビジネス専門学校
- 広島酔心調理製菓専門学校 ※
- 広島製菓専門学校 ※

### 山口県
- YIC調理製菓専門学校

### 徳島県
- 専門学校徳島穴吹カレッジ ※

### 香川県
- 専門学校穴吹パティシェ福祉カレッジ ※

### 愛媛県
- 愛媛調理製菓専門学校 ※
- 河原外語観光・製菓専門学校 ※

### 高知県
- 龍馬情報ビジネス＆フード専門学校 ※
- RKC調理製菓専門学校 ※

### 福岡県
- 折尾愛真高等学校 ※
- 北九州調理製菓専門学校
- 中村調理製菓専門学校 ※
- 精華女子高等学校
- 飯塚高等学校 ※
- 平岡調理・製菓専門学校 ※

### 佐賀県
- 西九州大学佐賀調理製菓専門学校 ※

### 長崎県
- エコール・ド・パティスリー長崎
- 長崎短期大学 ※
- 向陽高等学校

### 熊本県
- シェフパティシエ学院

### 大分県
- 智泉福祉製菓専門学校 ※
- 昭和学園高等学校

### 宮崎県
- マナビヤ宮崎アカデミー ※
- 日章学園高等学校

### 鹿児島県
- 今村学園ライセンスアカデミー ※
- 鹿児島城西高等学校
- 神村学園高等部

### 沖縄県
- 琉球調理製菓専門学校 ※
- 専門学校大育 ※
- 沖縄保健医療工学院